# 酸性红88
酸性红88（化学式：C20H13N2NaO4S）是深红色粉末。
可溶于水，其水溶液呈红色。能溶于乙醇、乙二醇乙醚，微溶于丙酮。于浓硫酸中呈蓝光紫色，稀释后产生黄棕色沉淀；于浓硝酸中呈红光黄色；于稀氢氧化钠溶液中呈红光棕色。染色时遇铜、铁离子色泽较暗。

## 用途
酸性红88是一种偶氮型酸性染料, 可用于羊毛、蚕丝、锦纶的染色，以及蚕丝、羊毛织物的直接印花，也用于毛/锦混纺织物的染色，染色坚牢度较差。还可用于皮革、纸张、肥皂、木制品、化妆品、医药的着色。

## 生产方法
以1-氨基-4-萘磺酸（4-Amino-1-naphthalenesulfonic acid）和2-萘酚为原料，将1-氨基-4-萘磺酸重氮化，与2-萘酚偶合得产物。经盐析、过滤、干燥、粉碎得成品。

## 处理方法
针对酸性染料处理技术，主要可分为生物、物理及化学三类：
1. 生物处理技术

利用生物处理技术处理染料废水是一种高效、低能耗、低成本的方法，该处理技术的关键是有效菌种的筛选以及在实际生产中的应用。

- 1.1 细菌法

  - 腐败希瓦氏菌（Shewanella Putrefaciens）[5]
    - 菌株AS96在静止条件下可以在4h内对50mg/L的酸性红88完全脱色。[6]
- 1.2 真菌法
  - 丝状真菌[4]
    - Bankole（尼日利亚联邦农业大学（英语：Federal University of Agriculture, Abeokuta）教授）等利用新分离的丝状真菌降解酸性红88，取得了很好的效果。[7]

2. 物理处理技术
- 2.1 吸附法
  - 镁铝二元水滑石的焙烧物：[8]
    - 用于吸附废水溶液中的酸性红88，吸附容量大，吸附废水浓度高，吸附后的材料容易回收利用。

  - 氯化钙为离子交联剂（CsPC）的壳聚糖-聚乙烯亚胺：[9]
    - 是一种新型的吸附剂，在30°C下计算出的最大吸附容量（qm）为1 000mg/g。[10]

  - 多孔生物炭负载铁锰复合物制备为过硫酸盐活化剂：[11]
    - 新型的活化剂，对酸性红88的去除率高达98.84％。[12]
- 2.2 分离法

3. 化学处理技术
- 3.1 混凝沉淀法
- 3.2 高级氧化技术
  - 3.2.1 电化学氧化法
  - 3.2.2 光催化氧化法
    - 榴槤壳灰（DSA）：[13]
      - 作为氧化铜纳米颗粒出色的载体表面，提供协同的吸附-光降解反应，孔隙率的上升以及带隙能和表面功能的变化，在2小时内，高浓度500mg/L的酸性红88完全降解。[14]
      - 可重复使用性测试确定了纳米复合材料的高耐久性，即使在五个再生循环后，其脱色效率仍超过95％。这项研究为低成本，生态友好型和可见光驱动的光催化剂的设计以及创新的转化提供了新的见解。[14]

  - 3.2.3 臭氧氧化法[15]
    - 臭氧氧化法对含氟酸性红染料88中的污染物进行降解，能使染料废水中总有机碳量（TOC）去除率达到24%-64%及有机物污染物去除率达到53%-68%。

  - 3.2.4 Fenton氧化法
    - 当酒石酸浓度为10%（质量分数）、NaH2PO4浓度为5%和焙烘温度为180℃时，废旧棉织物的改性效果最好。酒石酸铁改性废旧棉织物（非均相Fenton反应光催化剂）在光辐射条件下能够加速染料降解反应,其表面Fe3+含量的增加能够提高其催化活性。此外，H2O2浓度为4.5mmol·L-1、pH值为6及较高温度时染料降解效果最佳。[16]

  - 3.2.5 湿式氧化技术[15][17]
    - 以锂硅粉为载体，40℃下浸渍Fe(NO3)3（0.1mol/L）20h,焙烧条件为:温度T=500℃,时间t=90min；催化剂用量15g/L,氧化剂H2O2用量为5ml/L，40℃下反应120min。且在该条件下，将制备催化剂用来处理浓度在200mg/L以下的AR88，脱色率均在96%以上。[18]
    - 以锂硅粉为载体，40℃下浸渍由0.1mol/L的Fe(NO3)3、Zn(NO3)2按照1:1配比进行配置的活性组分溶液,浸渍时间20h，焙烧条件为：温度T=400℃，时间t=150min；催化剂用量14g/L,氧化剂H2O2用量为5ml/L，40℃下反应90min。且在该条件下，将制备的催化剂用来处理浓度在400mg/L以下的AR88，脱色率均在99%以上。[18]

  - 3.2.6 UV联合工艺氧化技术[15]
    - 在紫外光照射下，研究了纳米磷光体对酸性红88（AR-88）脱色的光催化活性，表现出97%的增强活性。[19]
    - 对于被BaMgAl10O17纳米颗粒（BMA NPs）污染的废水的降解，光催化活性得到了增强，并且在UV辐射下显示了酸性红88染料的95％分解。[20]